# Романик, Ежи
Е́жи Рома́ник (пол. Jerzy Romanik; 21 сентября 1931, Закопане — 3 декабря 2016, Семяновице-Слёнске) — польский шахтёр, в 1981—1986 — член Политбюро ЦК ПОРП. Считался представителем рабочего класса и «либерального» крыла в партийном руководстве.

## На шахте и в низовом партаппарате
Родился в рабочей семье. С семнадцати лет работал слесарем в Гродкуве, потом механиком в Копице. В 1954 пытался поступить на службу в милицию, но получил отказ из-за недостаточного уровня образования. С 1958 работал на угольной шахте Siemianowice в Семяновице-Слёнске. Был горняком, затем бригадиром и мастером.
При правлении Берута и Гомулки Ежи Романик был беспартийным. Информации о его интересе к политике источники не содержат. Только в 1971, при Гереке, Романик вступил в правящую компартию ПОРП. В 1974—1981 — секретарь первичной парторганизации на шахте (вначале по пропаганде, затем по оргвопросам). В 1979 вошёл в состав городского комитета ПОРП Семяновице-Слёнске. С октября 1980 — кандидат в члены ЦК ПОРП. Реальной политической роли Романик не играл, но рассматривался как подходящая фигура для создания «рабочего имиджа» партии и герековской «пропаганды успехов».

## Член Политбюро

### Позиция «центриста»
В августе 1980 в Польше поднялось мощное забастовочное движение. Правительство ПНР вынуждено было заключить с забастовщиками Августовские соглашения и легализовать независимый профсоюз Солидарность. Эдварда Герека на посту первого секретаря ЦК сменил Станислав Каня. В Катовицком воеводстве возникла жёсткая конфронтация. Воеводский комитет ПОРП возглавлял первый секретарь Анджей Жабиньский, один из лидеров «партийного бетона». Региональный профцентр «Солидарности» стоял на радикально антикоммунистических позициях. Действовала и организация сталинистского «бетона» Катовицкий партийный форум (KFP).
В таких обстоятельствах Ежи Романик вынужден был определиться в политической позиции. Он сориентировался на Станислава Каню и его «центристскую» группу. В забастовках Романик не участвовал, в «Солидарности» не состоял (редкий случай для рабочего), но при этом осуждал «крайности» KFP, особенно нападки на партийных руководителей, причисляемых к «либералам».

### Условный «либерал»
В июле 1981 IX чрезвычайный съезд ПОРП произвёл крупные перемены в руководящих органах партии. Станислав Каня на три месяца сохранил пост первого секретаря, но на первый план выходили военные во главе с Войцехом Ярузельским. Ряд знаковых фигур «бетонного» и «либерального» направления был выведен из высшего партийного руководства. Низовые парторганизации требовали увеличить представительство рабочих в ЦК и Политбюро. Откликом на это требование стало избрание в ЦК Ежи Романика с весьма высоким рейтингом.
По предложению Кани Ежи Романик был кооптирован в Политбюро. В принятии решений он не участвовал, но формально возглавлял комиссию ЦК по горнодобывающей промышленности. Причислялся к группе «новых либералов» — наряду с учёным Хиеронимом Кубяком, рабочими Яном Лабенцким, Зофией Гжиб. Но в случае Романика условный «либерализм» был наиболее ограничен. Он сводился к поддержке официальных руководителей — Кани, затем Ярузельского — в противостоянии с радикально-сталинистским «бетоном». Кроме того, Романик старался отстаивать социальные интересы шахтёров, особенно в части продовольственного снабжения.

### Курсом генерала
В отношении «Солидарности» Романик сдвигался к конфронтационной позиции — но не по собственной инициативе, а вслед за генералом Ярузельским. На заседании в сентябре 1981 Романик говорил, что «у партии нет пути назад». На заседании ЦК в ноябре, отвечая на заявление Ярузельского о напряжённости в обществе и агрессивности «Солидарности», Романик говорил о готовности «создавать ополчение для отпора».
Ежи Романик вполне поддержал введение военного положения 13 декабря 1981. Каких-либо возражений и протестов с его стороны публично не фиксировалось, даже при расстреле горняков шахты «Вуек». На заседании Политбюро 22 декабря — обсуждались забастовки на Хута Катовице, на шахте «Пяст» и на шахте «Земовит» — Романик говорил о необходимости быстрее «разрядить обстановку» и рекомендовал следить за шахтёрскими общежитиями, «где много молодёжи, ищущей приключений».

## Уход из политики
Весь период военного положения и ещё несколько лет Ежи Романик оставался членом Политбюро. Он не принадлежал к реально руководящему кругу, но участвовал в церемониальных мероприятиях под руководством генерала Ярузельского.
После X съезда ПОРП в июле 1986 Ежи Романик был выведен из Политбюро (наряду с Кубяком и Гжиб; Лабенцкий выведен ещё в 1982). Членом ЦК ПОРП он оставался до самороспуска партии в январе 1990. В бурных событий — забастовочной волне, Круглом столе, альтернативных выборах — конца 1980-х участия не принимал.
В Третьей Речи Посполитой вышел на пенсию. Скончался в возрасте 85 лет. Похоронен в Семяновице-Слёнске.